# Pont de Can Vidal
El Pont de Can Vidal és una obra d'Osor (Selva) inclosa a l'Inventari del Patrimoni Arquitectònic de Catalunya.

## Descripció
És un pont de pedra d'una sola arcada, un xic apuntada, situat entre l'Ajuntament d'Osor i l'església de Sant Pere. Es tracta d'un pont de petites dimensions, amb les baranes baixes i amb una alçada d'uns 4 metres sobre la riera Noguerola. Està construït amb pedra, còdol i morter.

## Història
Existeixen tres ponts sobre la riera d'Osor al pas pel nucli urbà. El Pont Vell, el Pont Nou i el Pont de Can Vidal. Aquest és un petit pont que permetia passar la riera Noguerola pel camí antic que anava de Sant Hilari Sacalm a Anglès.
S'ha datat d'època medieval però si hem de fer cas a les cròniques que informen que després del terratrèmol de 1427 no va quedar cap pont en peu en Osor es pot datar de la segona meitat del segle xv, almenys la seva reconstrucció, ja que potser existia amb anterioritat i fos de construcció original més antiga (segle XII-XIII).
Actualment està en desús, però forma un conjunt arquitectònic interessant amb la resta del poble.